# Winter World University Games 2025/Teilnehmer (Brasilien)
| Gelbes Symbol für Goldmedaillen mit stilisierten Olympischen Ringen | Graues Symbol für Silbermedaillen mit stilisierten Olympischen Ringen | Braundes Symbol für Bronzemedaillen mit stilisierten Olympischen Ringen |
| ------------------------------------------------------------------- | --------------------------------------------------------------------- | ----------------------------------------------------------------------- |
| —                                                                   | —                                                                     | —                                                                       |

Brasilien nahm mit 4 Athleten (3 Männer, 1 Frau) an den Winter World University Games 2025 in Turin teil.

## Teilnehmer nach Sportarten

### Eiskunstlauf
| Athleten       | Wettbewerbe | Kurzprogramm/ Rhythmustanz | Kurzprogramm/ Rhythmustanz | Kür           | Kür           | Gesamt | Gesamt |
| Athleten       | Wettbewerbe | Punkte                     | Rang                       | Punkte        | Rang          | Punkte | Rang   |
| -------------- | ----------- | -------------------------- | -------------------------- | ------------- | ------------- | ------ | ------ |
| Männer         |             |                            |                            |               |               |        |        |
| Arthur Alcorte | Einzel      | 42,63                      | 32                         | ausgeschieden | ausgeschieden | 42,63  | 32     |

### Ski Alpin
| Athleten                 | Wettbewerbe  | 1. Lauf     | 1. Lauf | 2. Lauf       | 2. Lauf       | Gesamt | Gesamt |
| Athleten                 | Wettbewerbe  | Zeit        | Rang    | Zeit          | Rang          | Zeit   | Rang   |
| ------------------------ | ------------ | ----------- | ------- | ------------- | ------------- | ------ | ------ |
| Frauen                   |              |             |         |               |               |        |        |
| Isabella Dubeux Springer | Riesenslalom | 1:14,20 min | 63      | DNF           | DNF           | DNF    | DNF    |
| Isabella Dubeux Springer | Slalom       | DNF         | DNF     | ausgeschieden | ausgeschieden | DNF    | DNF    |
| Männer                   |              |             |         |               |               |        |        |
| Christopher Rubens Holm  | Riesenslalom | 1:09,37 min | 76      | DNF           | DNF           | DNF    | DNF    |
| Christopher Rubens Holm  | Slalom       | DNF         | DNF     | ausgeschieden | ausgeschieden | DNF    | DNF    |
| Valentino Caputi         | Riesenslalom | DNF         | DNF     | ausgeschieden | ausgeschieden | DNF    | DNF    |
| Valentino Caputi         | Slalom       | DSQ         | DSQ     | ausgeschieden | ausgeschieden | DSQ    | DSQ    |